# Artek
Artek är ett finländskt inredningsföretag som grundades 1935 av arkitekten Alvar Aalto tillsammans med Aino Aalto, Maire Gullichsen och Nils-Gustav Hahl. Det har sitt säte i Helsingfors och en fabrik i Åbo. Företaget hade också en svensk fabrik i Hedemora med tillverkning av möbler 1946–1956 och därefter av köksinredningar, 1957–1967. Efter Alvar Aaltos död 1976 har företaget även sålt andra finska formgivares produkter. 
Mycket av företagets tidiga framgång byggde på L-benet, patenterat 1933 och använt i Aaltos inredning av Viborgs bibliotek. I Finlands paviljong på världsutställningen i Paris 1937 fick L-benet internationell spridning.

## Artek i Sverige

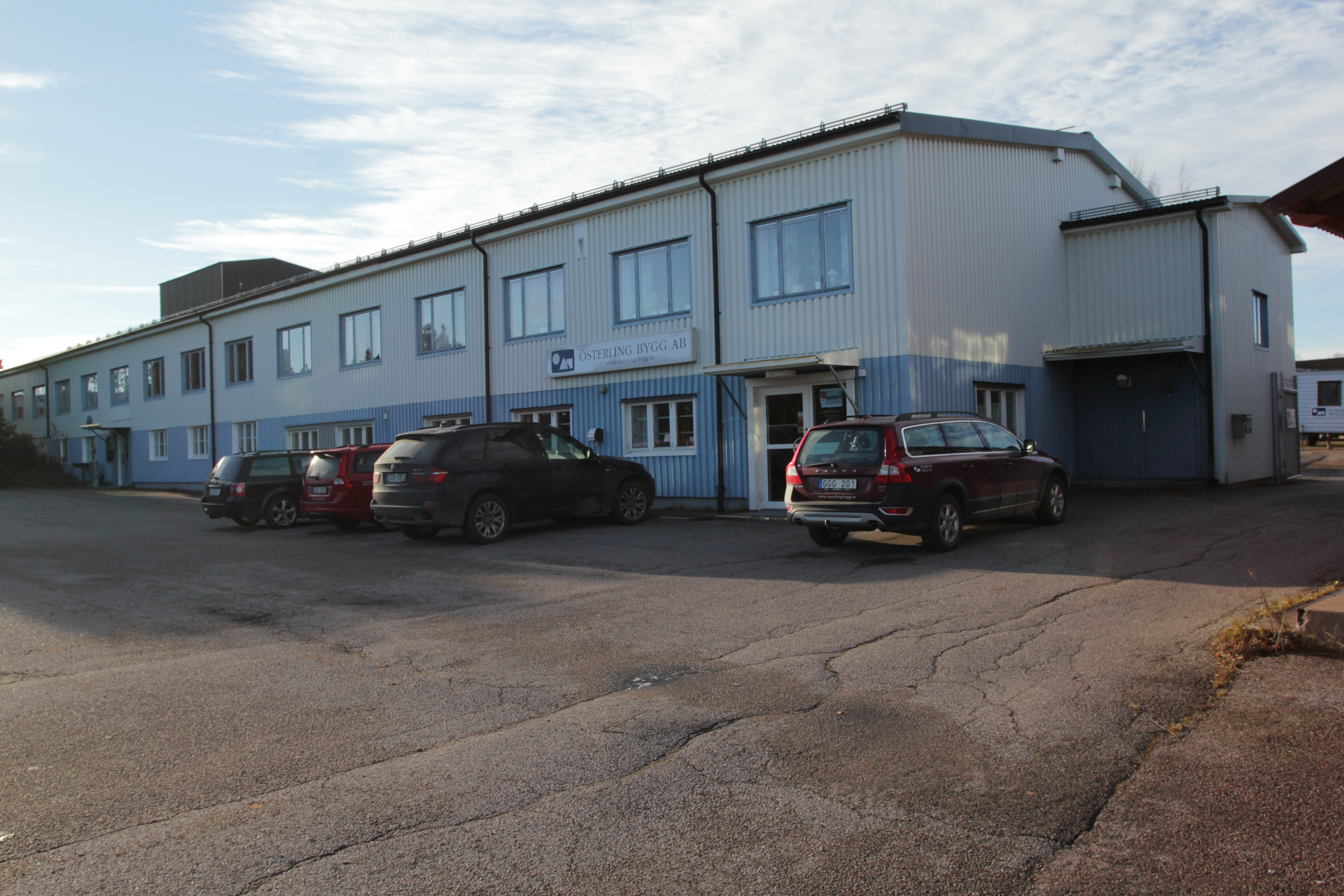
Arteks tidigare fabrik i Hedemora

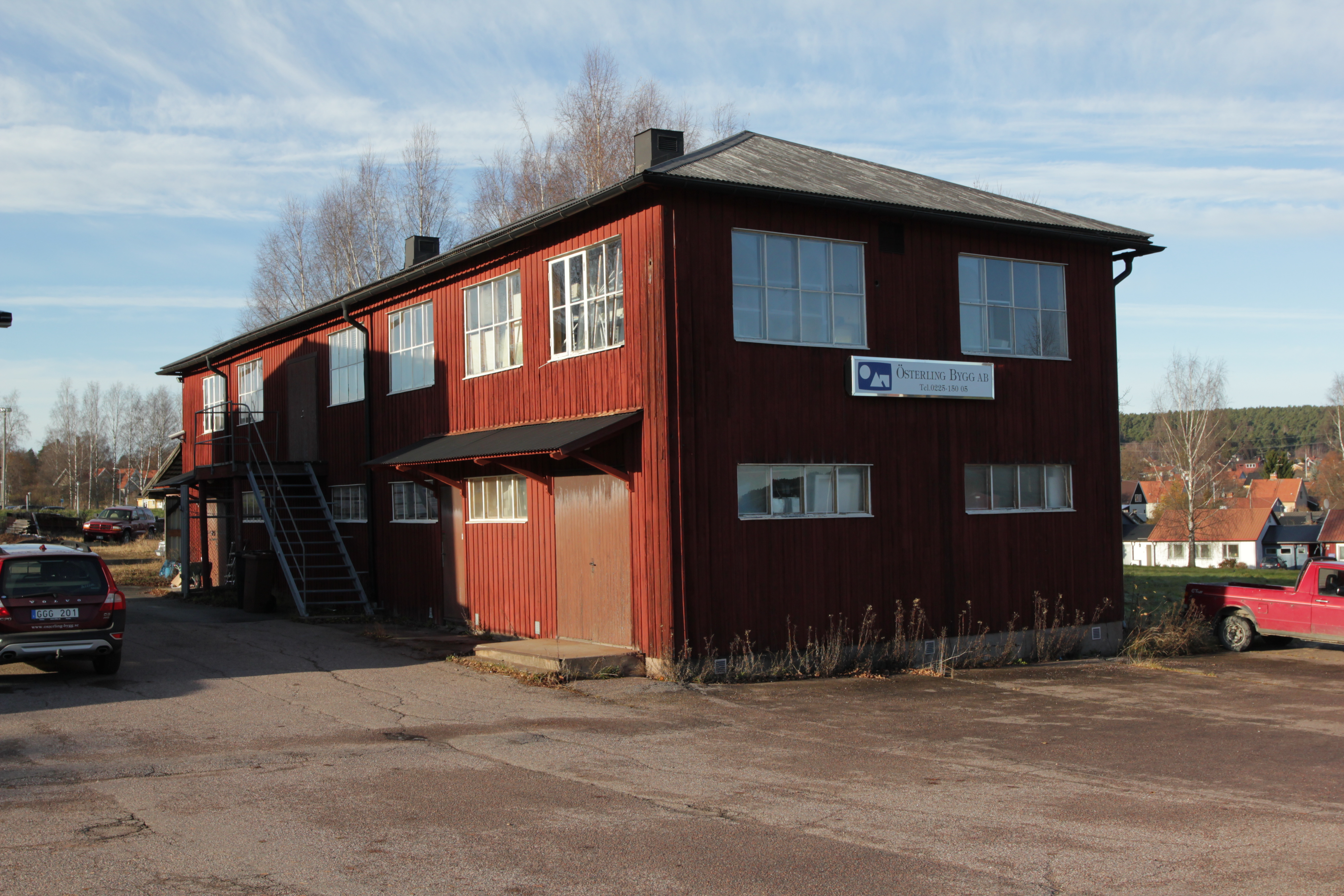
Arteks tidigare fabrik i Hedemora

Den svenska arkitekten Albin Stark, med byrå i Stockholm, hade lärt känna Alvar Aalto under den tid som Aalto åkte runt och höll föredrag i Sverige. År 1942 fick Stark flera uppdrag åt Johnsonkoncernen och han föreslog då att Aalto skulle bistå honom. Aalto och generalkonsul Axel Ax:son Johnson kom väl överens. I Avesta i Kopparbergs län planerades byggnadskomplexet Johnsoninstitutet (forskningscenter) och stadscentrumet Akropolis (med bland annat ämbetsverk, bibliotek, danslokal och hotell), men genomfördes aldrig. Under arbetet med Akropolis lärde Aalto känna den lokala entreprenören Ernst Sundh, vilken senare skulle bygga Aaltohuset efter Aaltos ritningar, och som blev Aalto behjälplig att starta sin fabrik i Sverige.
Fabriken förlades till Hedemora och började byggas 1945, med tre gånger större kapacitet än fabriken i Åbo. Aalto hade dock redan 1941 planer på en svensk verksamhet, mycket till följd av inhemsk brist på viktiga komponenter som lim och textilier. Det fanns också planer på att använda sig av den befintliga möbelfabriken AB Gustaf Flinta:s lokaler. Ernst Sundh hade med hjälp av sin fru Brita och advokat Mats Ahlberg köpt stora aktieposter i AB Gustaf Flinta i maj 1945, men sedan Flintas ättlingar sålt sina andelar till Hedemora Verkstäder senare samma år blev Sundhs och Ahlbergs aktieposter i minoritet.
Den 13 april 1946 invigdes Svenska AB Arteks fabrik på Callerholmsgatan. Redan från början fanns en stor efterfrågan på Aaltomöbler i USA och möbler från Hedemora användes i stor skala i Baker House på Massachusetts Institute of Technology och i Poetry Room samt Lamont Library vid Harvard University.
När Hedemora firade 500 år 1946, lät Aalto uppföra en paviljong i Sveaparken för att visa fabrikens möbler, samt en lägenhetsinredning med förlaga i kvarteret Norrbyåkern. 
Möbeltillverkningen i Hedemora var beroende av den amerikanska marknaden. När betalningarna från de amerikanska återförsäljarna uteblev, beslutade Aalto att lägga ner tillverkningen 1956. I stället tillverkade bolaget från 1957 köksinredningar, vilka var de första fabrikslackerade i Sverige. Fram till 1962 levererade dock fabriken endast till Byggnads AB Ernst Sundh, som hade en omfattande nybyggnation av hyreshus runt om i Sverige. Svenska AB Artek gick i konkurs 1967.
Byggnaderna i Hedemora eldhärjades svårt den 7 april 2020. Den röda byggnaden brann ner till grunden.